# Angelo Zorzi
Angelo Zorzi (Milano, 4 maggio 1890 – Milano, 28 dicembre 1974) è stato un ginnasta italiano vincitore di due medaglie d'oro olimpiche nel concorso a squadre.
Nel 1912 vinse l'oro ai Giochi della V Olimpiade a Stoccolma (squadra composta, oltre da Zorzi, da Pietro Bianchi, Guido Boni, Alberto Braglia, Giuseppe Domenichelli, Carlo Fregosi, Alfredo Gollini, Francesco Loi, Luigi Maiocco, Giovanni Mangiante, Lorenzo Mangiante, Serafino Mazzarocchi, Guido Romano, Paolo Salvi, Luciano Savorini, Adolfo Tunesi, Giorgio Zampori, Umberto Zanolini).
Nel 1920 vinse l'oro ai Giochi della VII Olimpiade ad Anversa (con Arnaldo Andreoli, Ettore Bellotto, Pietro Bianchi, Fernando Bonatti, Luigi Cambiaso, Carlo Costigliolo, Luigi Costigliolo, Giuseppe Domenichelli, Roberto Ferrari, Carlo Fregosi, Romualdo Ghiglione, Ambrogio Levati, Francesco Loi, Vittorio Lucchetti, Luigi Maiocco, Ferdinando Mandrini, Lorenzo Mangiante, Antonio Marovelli, Michele Mastromarino, Giuseppe Paris, Manlio Pastorini, Ezio Roselli, Paolo Salvi, Giovanni Tubino, Giorgio Zampori).
Ad Anversa partecipò anche alla gara individuale piazzandosi al 16º posto.